# Mount Pleasant, Victoria
Mount Pleasant är en del av en befolkad plats i Australien. Den ligger i delstaten Victoria, omkring 100 kilometer väster om delstatshuvudstaden Melbourne. Antalet invånare är 2 122.
Runt Mount Pleasant är det ganska glesbefolkat, med 22 invånare per kvadratkilometer.. Närmaste större samhälle är Ballarat, nära Mount Pleasant. 
I omgivningarna runt Mount Pleasant växer huvudsakligen savannskog. Genomsnittlig årsnederbörd är 764 millimeter. Den regnigaste månaden är juni, med i genomsnitt 94 mm nederbörd, och den torraste är januari, med 26 mm nederbörd.